# Condado de Brule
El condado de Brule (en inglés: Brule County, South Dakota), fundado en 1875, es uno de los 66 condados en el estado estadounidense de Dakota del Sur. En el 2000 el condado tenía una población de 5364 habitantes en una densidad poblacional de 3 personas por km². La sede del condado es Chamberlain.

## Geografía
Según la Oficina del Censo, el condado tiene un área total de 2192 km² (846,3 mi²), de la cual 2121 km² (818,9 mi²) es tierra y 71 km² (27,4 mi²) es agua.

### Condados adyacentes
- Condado de Buffalo - norte
- Condado de Jerauld - noreste
- Condado de Aurora - este
- Condado de Charles - sur
- Condado de Lyman - oeste

## Demografía
En el 2000 la renta per cápita promedia del condado era de $32 370, y el ingreso promedio para una familia era de $37 361. El ingreso per cápita para el condado era de $14 874. En 2000 los hombres tenían un ingreso per cápita de $26 698 versus $20 094 para las mujeres. Alrededor del 14.30% de la población estaba bajo el umbral de pobreza nacional.
| 1900 | 1910 | 1920 | 1930 | 1940 | 1950 | 1960 | 1970 | 1980 | 1990 | 2000 | Est. 2008 |
| ---- | ---- | ---- | ---- | ---- | ---- | ---- | ---- | ---- | ---- | ---- | --------- |
| 5401 | 6451 | 7141 | 7416 | 6195 | 6076 | 6319 | 5870 | 5245 | 5485 | 5364 | 5215      |

## Ciudades y pueblos
- Chamberlain
- Kimball
- Pukwana

## Mayores autopistas
- Interestatal 90
- Carretera de Dakota del Sur 45
- Carretera de Dakota del Sur 50